# Guerra de los Dos Pedros
La guerra castellano-aragonesa de 1356-1369, llamada guerra de los Dos Pedros, fue una serie de enfrentamientos que mantuvieron Pedro I de Castilla y Pedro IV de Aragón entre 1356 y la muerte del primero en 1369. El conflicto no fue continuo, sino que, como era habitual en la Edad Media, estuvieron separados por varias treguas y negociaciones de paz que fracasaron.
El conflicto entre ambos monarcas se encuadra dentro de otros mayores contemporáneos como la primera guerra civil castellana (1351-1369) y la guerra de los Cien Años (1337-1453).

## Antecedentes y causas de la guerra

### La cuestión de Murcia
Las disputas entre Aragón y Castilla sobre las fronteras y posesión del estratégico Reino de Murcia se remontaban a comienzos de siglo y hundían sus raíces en el anterior. Protectorado castellano desde 1243, el emirato se rebeló en 1264 como respuesta a la política de Alfonso X el Sabio, mucho más estricta con los musulmanes que la de su predecesor Fernando III el Santo. Esto aconteció al mismo tiempo que ocurría una peligrosa revuelta masiva de mudéjares en el Valle del Guadalquivir apoyados por el Reino de Granada. Considerando prioritaria esta, Alfonso X concentró a sus tropas en Andalucía y solicitó a su suegro, Jaime I el Conquistador, que se ocupase él de Murcia. El monarca aragonés accedió y envió un ejército que aplastó la revuelta en 1266. Tras esto Murcia fue anexionada definitivamente a Castilla y se intensificó su repoblación por campesinos cristianos, que llegaron tanto de la Corona de Castilla como de la Corona de Aragón. El Aragón del siglo siguiente vería a su vez Murcia con ojos apetitosos, receloso de que Castilla pudiese usarla como base para competir con sus ambiciones políticas y comerciales en el Mediterráneo, pero se veía impedido a arrebatársela a los castellanos por el Tratado de Cazola y posterior Tratado de Almizra.

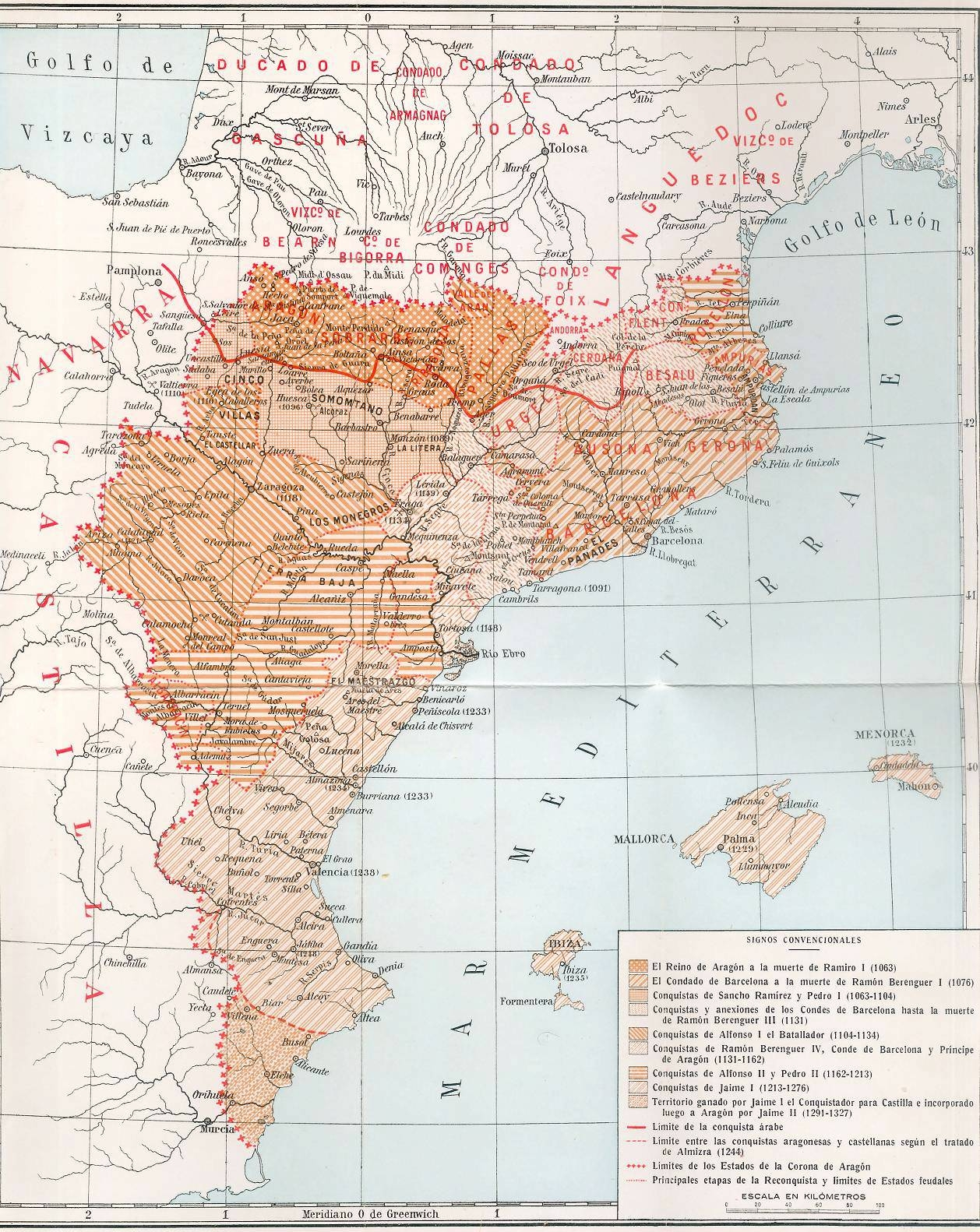
Expansión de la Corona de Aragón en el tiempo. Nótese la adquisición de Alicante por Jaime II, originalmente parte de Murcia y por tanto de Castilla.

La muerte de Alfonso X en 1284 trajo un problema sucesorio, pues las leyes tradicionales de Castilla declaraban que el nuevo rey era su hijo mayor superviviente, Sancho IV el Bravo (al que además apoyaba la nobleza), pero las Siete Partidas que El Sabio escribiera designaban como sucesor al Barón Alfonso de la Cerda, hijo del primogénito de Alfonso X que le había precedido en la muerte en 1275, y que se encontraba viviendo en Aragón. Para rematar, Sancho IV murió repentinamente en 1295, dejando a un niño de 9 años, Fernando IV, como sucesor. Jaime II de Aragón aprovechó entonces para intervenir en el conflicto en favor del De la Cerda y, tras asegurarse de este la cesión de Murcia, las tropas aragonesas la invadieron en 1296.
La resistencia fue desigual: máxima en algunas plazas, generalmente aquellas con importantes guarniciones (Lorca, Alhama de Murcia, Mula) y escasa o nula allí donde Jaime supo ganarse a los notables locales (Elche, Guardamar del Segura, Orihuela, Murcia, Cartagena). La conquista del reino quedó completada con la caída de Lorca en 1300. Sin embargo, Alfonso de la Cerda no consiguió apoyos en Castilla y acabó por renunciar a la Corona en el Tratado de Torrellas (1304), el cual también reconocía la cesión de lo que ahora es el sur de la provincia de Alicante a Aragón a cambio de la devolución del resto del territorio a Castilla. Aun así Jaime II se resistió a abandonar Cartagena hasta la firma de un segundo tratado en Elche en 1305, que confirmaba el anterior. El acuerdo no contentó de verdad a ninguna de las partes, y en décadas sucesivas los monarcas castellanos suspirarían por la reintegración de las tierras perdidas y los aragoneses por la unificación completa del reino bajo su bandera.

### Disputas domésticas y familiares
En Castilla, los reinados de Sancho IV, Fernando IV y la primera parte del de Alfonso XI (1312-1350) se caracterizaron por la inestabilidad interna y el progresivo aumento del poder y las ambiciones de los nobles en detrimento de la Corona, labor que se vio favorecida en estos dos últimos casos por la corta edad con que los monarcas accedieron al trono (9 años el primero y 1 el segundo). Esta tendencia se rompió al llegar Alfonso XI a la mayoría de edad, momento en el que se reveló como un rey con carácter que impuso su voluntad con mano dura y, como hicieran Fernando III y Alfonso X, utilizando la guerra contra los musulmanes como elemento unificador. Pero Alfonso XI murió de peste negra ante los muros de Gibraltar en 1350, a los 38 años, y dejó como heredero a Pedro I, que entonces apenas contaba con 16 años. Los nobles asumieron que los últimos años del reinado de Alfonso XI habían sido una anomalía y que volvían los tiempos de corona débil ceñida por un rey niño, una afirmación que pareció confirmarse al levantar Pedro inmediatamente el asedio a Gibraltar y hacer paces con el rey de Granada (al que de hecho le uniría una gran amistad durante todo su reinado).
Mas los nobles se equivocaban. Si bien Pedro I abandonó el ideal de Reconquista de su predecesor, también impulsó desde el primer momento leyes destinadas a recortar el poder de la nobleza en favor de la burguesía y la propia Corona, además de otras medidas impopulares como su protección de la minoría judía. Cuando los nobles se rebelaron en defensa de sus privilegios (en una serie de levantamientos inconexos que ahora se consideran la primera parte de la Guerra Civil Castellana), el rey respondió con una crudeza inusitada y hubo varias ejecuciones. Hasta entonces lo máximo a lo que los nobles rebeldes derrotados se exponían era una multa o la pérdida de parte de sus posesiones; el hecho de que Pedro I pasase a ejecutarlos le valió su sobrenombre de "El Cruel".

## El marco internacional
Cuando Pedro I de Castilla y Pedro IV de Aragón se enfrentaron, no estaban en juego tierras que pudieran afectar a la integridad del reino aragonés. La guerra de los dos Pedros constituyó un episodio más de otra de más ancho alcance geográfico y de mayor duración, la guerra de los Cien Años, dirimida fundamentalmente entre Francia e Inglaterra. La Corona de Aragón y Castilla formaron parte de ella como aliados de aquellos, aunque en realidad los motivos para este enfrentamiento peninsular fueron otros.

## Conflictos
A mediados del siglo XIV, Castilla soportaba un profundo enfrentamiento social, cuyos bandos tenían como líderes al rey Pedro I de Castilla y a su hermano bastardo Enrique de Trastámara, pretendiente al trono castellano, respectivamente. Pedro IV de Aragón apoyó a Enrique, que, a su vez, contó con la ayuda francesa, personificada en Beltrán Duguesclin y sus famosas compañías.
El monarca aragonés tenía dos objetivos en esta lucha: incorporar el Reino de Murcia a la Corona de Aragón (aspiración que data de tiempos de Jaime I, en el siglo XIII) y dominar el Mediterráneo occidental frente a Castilla y su aliada, Génova.
La guerra estalló en 1356 con motivo del hundimiento de dos naves genovesas por parte de los aragoneses en Sanlúcar de Barrameda ante la presencia de Pedro I. En el periodo entre el inicio del conflicto hasta 1360, las tropas castellanas demostraron una abrumadora superioridad, tanto por tierra como por mar. En este periodo las tropas aragonesas y de rebeldes castellanos solo lograron una victoria contra las tropas leales a Pedro I: fue en la batalla de Araviana, acaecida en septiembre de 1359. Esta batalla supuso la muerte de Juan Fernández de Hinestrosa, valido y hombre de confianza de Pedro I.
El periodo más cruento abarca hasta 1365, porque su prolongación, entre 1365 y 1369, fue más bien entre el monarca castellano y su hermano, que acabó por destronarlo en 1369. El escenario principal estuvo en las zonas limítrofes de ambos Estados, pero los reinos de Aragón y Valencia soportaron la peor parte. Ciudades como Teruel estuvieron varios años en poder castellano hasta que finalmente fueron devueltas. Otros casos como el de Caudete o Alicante fueron ocupadas por los aragoneses. No obstante, ciudades como Villena fueron devueltas a Castilla y jamás regresaron a la Corona de Aragón. Las alternativas se sucedieron, como la tregua de 1357, la paz de Terrer firmada los días 13 y 14 de mayo de 1361 y el incumplimiento de la Paz de Murviedro de 1363, al que siguió una importante ofensiva castellana que llegó a protagonizar un asedio de Valencia.
Finalmente, la guerra de los Dos Pedros acabó sin tener un claro ganador, puesto que las pretensiones de Pedro IV de Aragón no llegaron a cumplirse y Pedro I de Castilla no llegó a vencer tampoco porque lo mató su hermanastro, Enrique de Trastámara, que se apropió del Reino de Castilla.